# 沃伦·科尔 (赛艇运动员)
沃伦·科尔（英語：Warren Cole，1940年9月12日—2019年7月17日），新西兰男子赛艇运动员。他曾代表新西兰参加1968年和1972年夏季奥林匹克运动会赛艇比赛，其中1968年奥运会获得一枚金牌。